# Бліжув
Бліжув (пол. Bliżów) — село в Польщі, у гміні Адамув Замойського повіту Люблінського воєводства.
Населення — 249 осіб (2011).

## Демографія
Демографічна структура станом на 31 березня 2011 року:
|          | Загалом | Допрацездатний вік | Працездатний вік | Постпрацездатний вік |
| -------- | ------- | ------------------ | ---------------- | -------------------- |
| Чоловіки | 120     | 30                 | 76               | 14                   |
| Жінки    | 129     | 26                 | 69               | 34                   |
| Разом    | 249     | 56                 | 145              | 48                   |